# Inawashiro Morikuni
Inawashiro Morikuni (猪苗代 盛国?; 1536) è stato un samurai giapponese del periodo Sengoku che servì il clan Date della provincia di Mutsu.
Morikuni era figlio di Inawashiro Morikiyo. Servì prima il clan Ashina del distretto di Aizu nella provincia di Mutsu e governava il castello di Inawashiro. Generale di grande abilità, fermò Date Masamune nel 1585 ad Habara durante la sua campagna contro il clan Ashina. Nel 1589, dopo delle dispute con Ashina Yoshihiro, Morikuni si avvicinò a Date Masamune grazie a Haneda Naokage (un servitore del clan Date). Morikuni si ribellò contro gli Ashina e si unì alla campagna di Masamune nel distretto di Aizu, che terminò con la definitiva sconfitta degli Ashina nella battaglia di Suriagehara e la successiva conquista del castello di Kurokawa. Masamune ricompensò Morikuni consentendogli di adottare lo stemma della famiglia Date.
Suo figlio maggiore morì poco dopo la caduta degli Ashina così Morikuni fu succeduto dal secondo figlio Inawashiro Munekuni.